# Большое Думчино
Большое Думчино — деревня в Мценском районе Орловской области России. Входит в состав Подмокринского сельского поселения.

## География
Деревня находится в северной части Орловской области, в лесостепной зоне, в пределах центральной части Среднерусской возвышенности, к северу от железнодорожной линии Тула — Курск, на расстоянии примерно 4 километров (по прямой) к юго-западу от города Мценска, административного центра района. Абсолютная высота — 225 метров над уровнем моря.
Климат характеризуется как умеренно континентальный с умеренно морозной зимой и теплым, иногда жарким летом. Средняя многолетняя температура самого холодного месяца — января, составляет −9,4°С, температура самого теплого +19°С.
Часовой пояс
Деревня Большое Думчино, как и вся Орловская область, находится в часовой зоне МСК (московское время). Смещение применяемого времени относительно UTC составляет +3:00.

## Население
| 2010 |
| ---- |
| 35   |

Половой состав
По данным Всероссийской переписи населения 2010 года в гендерной структуре населения мужчины составляли 45,7 %, женщины — соответственно 54,3 %.
Национальный состав
Согласно результатам переписи 2002 года, в национальной структуре населения русские составляли 89 % из 44 чел.

## Улицы
Уличная сеть деревни состоит из одной улицы (ул. Садовая).